# Serhij Switoslawskyj
Serhij Iwanowytsch Switoslawskyj (* 24. Septemberjul. / 6. Oktober 1857greg. in Kiew, Gouvernement Kiew, Russisches Kaiserreich; † 19. September 1931 in Kiew, Ukrainische SSR) war ein ukrainischer Landschaftsmaler.

## Leben
Serhij Switoslawskyj studierte zwischen 1874 und 1882 Malerei bei Alexei Sawrassow, Wassili Perow und Wassili Polenow an der Moskauer Hochschule für Malerei, Bildhauerei und Architektur.
Dort schuf er seine erste selbständige Arbeit, welche einen Blick aus einem Fenster der Kunsthochschule zeigte. Das Bild beeindruckte nicht nur seine Lehrer, sondern wurde sogar vom Mäzen Pawel Michailowitsch Tretjakow für seine Sammlung käuflich erworben.
So markierte dieses Bild gleich den Beginn eines Zyklus von Bildern, die aus dem Sichtwinkel aus Fenstern verschiedener Moskauer und Kiewer Gebäude heraus entstanden.
Er war ein Angehöriger der Peredwischniki, einer Gruppe von Vertretern des Realismus in der Malerei im Russischen Kaiserreich. In Kiew gründete er ein Kunststudio, in dem unter anderem die später in Paris tätige Malerin Sonia Lewitska seine Schülerin war. Bei längeren Reisen durch die Ukraine und den Kaukasus schuf er viele Werke, die heute als typisch für das damalige Russische Reich angesehen werden. In den 1920er Jahren verschlechterte sich sein Sehvermögen, was ihn leider am Malen hinderte. Er starb 73-jährig in Kiew und wurde dort auf dem Lukjaniwska-Friedhof beerdigt.

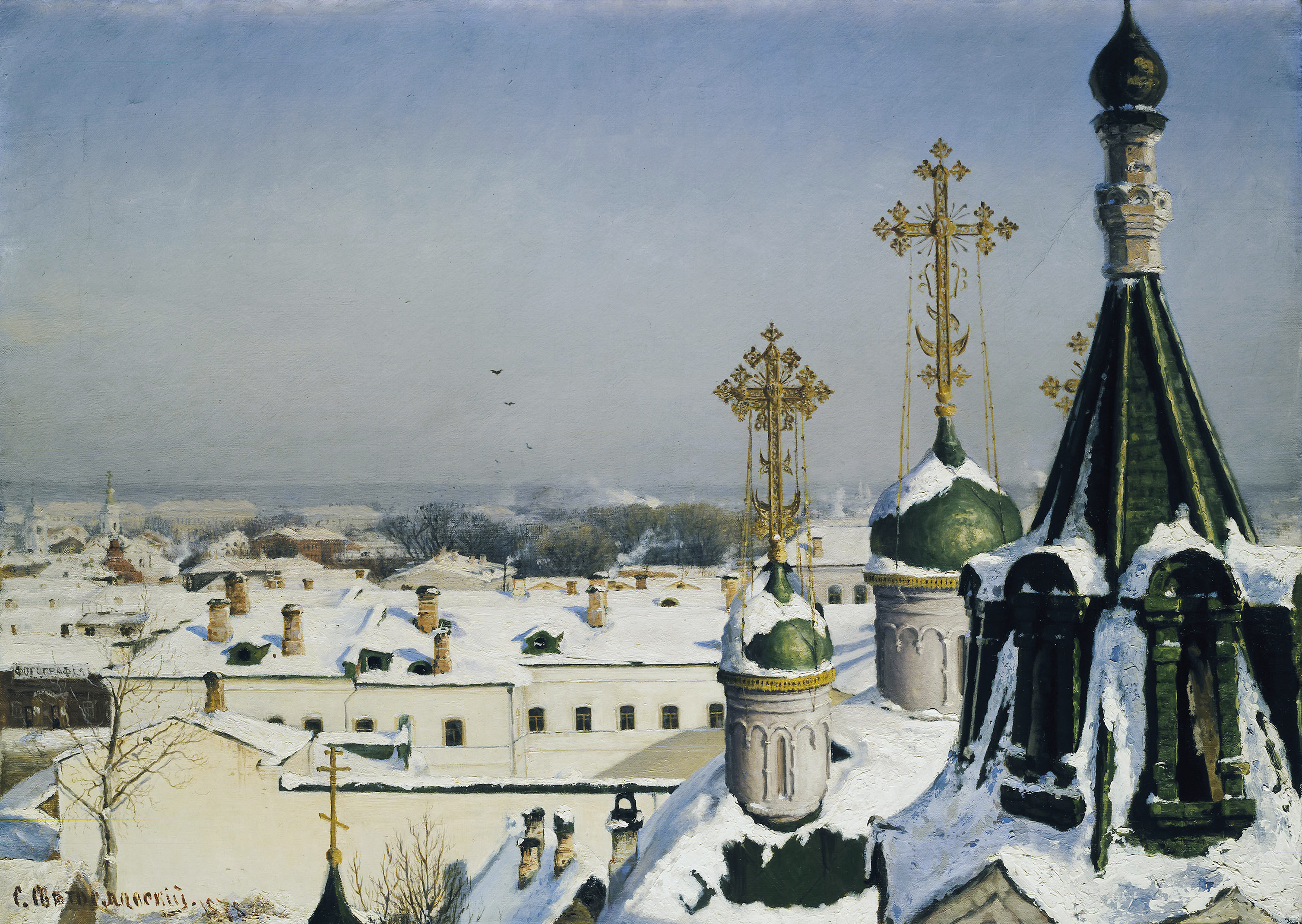
Blick aus dem Fenster der Moskauer Kunstakademie, 1878
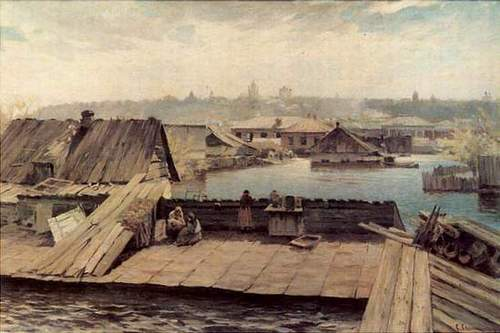
Hochwasser in Obolon 1890er Jahre
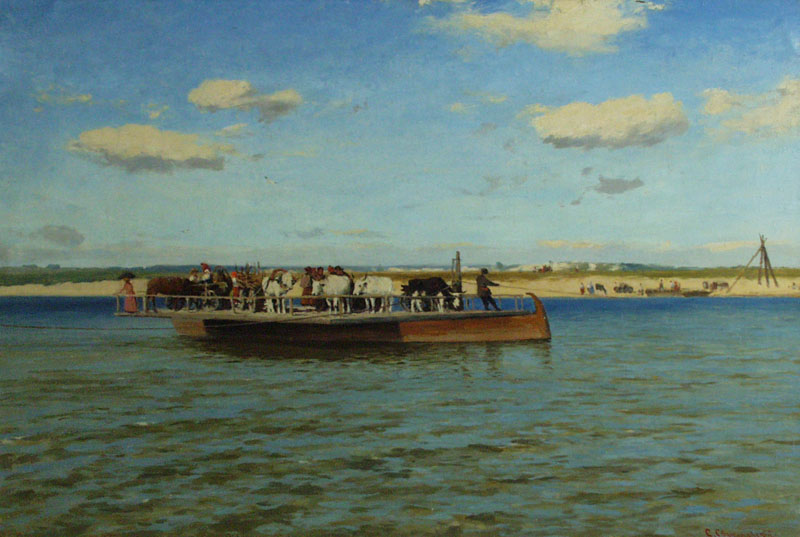
Eine Fähre über den Dnepr, Anfang 20. Jahrhundert, Nationales Kunstmuseum der Ukraine, Kiew
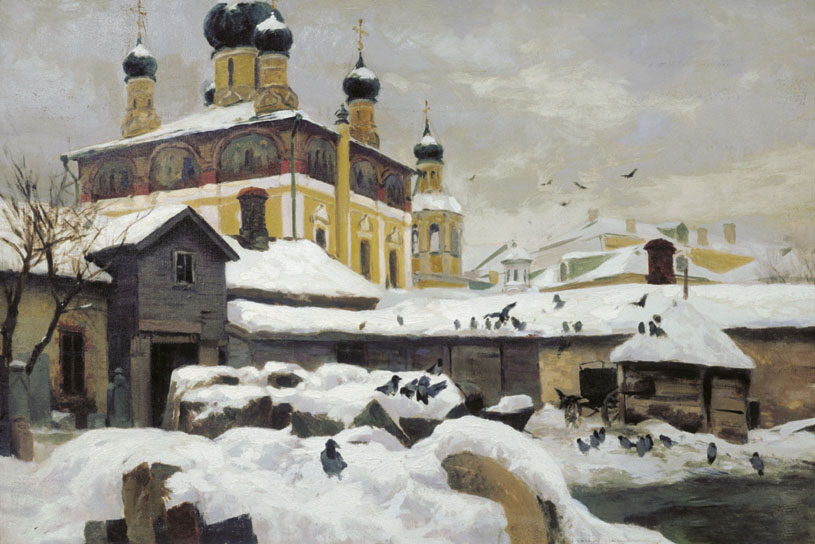
Der Hof, Anfang 20. Jahrhundert
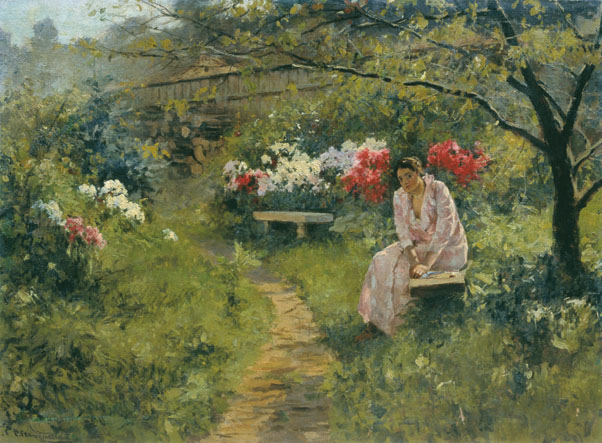
Im Garten, Anfang 20. Jahrhundert
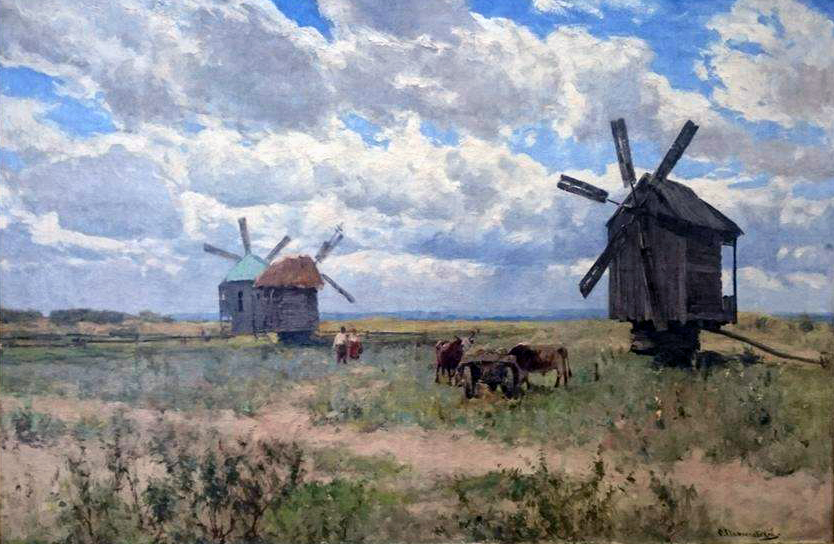
Ukrainische Landschaft mit Mühlen, 1910er Jahre